# Leland Orser
Leland Jones Orser (São Francisco, 6 de agosto de 1960) é um ator americano de cinema e de televisão. Orser é um ator, cuja carreira inclui a reprodução de um grande número de personagens enlouquecidos, psicóticos e degenerados. Orser fez em sua maioria papéis menores nos filmes quais participou, papéis coadjuvantes e antagonistas. Participou de mais de quarenta filmes e séries de televisão, sendo seu papel de maior destaque o Chefe de Cirurgia Dr. Lucien Dubenko na série de de televisão ER.

## Carreira
Orser estreou na televisão em 1991 no show Gabriel's Fire. Seus próximos papéis foram participações em The Golden Girls, Cheers, L.A. Law, The X-Files, NYPD Blue, Law & Order: Special Victims Unit e CSI: Crime Scene Investigation. Em 1999, ele interpretou o papel principal do Dr. Arthur Zeller em The Outer Limits no episódio Descent, um personagem aparentemente adaptado pelo escritor Eric Saltzgaber aos talento particulares de Orser. Fãs de Married... with Children devem conhecê-lo por seu papel recorrente como o diretor cínico de propagandas.
Ele teve pequenos papéis em muitos filmes populares. Em 1995 ele aparece no filme Se7en como o homem que foi involuntariamente recrutado por John Doe para executar o pecado da luxúria, foi creditado como Crazed Man in Massage Parlour. Em 1997 ele foi Larry Purvis no filme Alien Resurrection. Em 1999 ele encarna o antagonista Richard Thompson no filme de suspense com Denzel Washington O Colecionador de Ossos. Em 2001, ele teve um pequeno e comovente papel no filme Pearl Harbor, fazendo o papel do homem ferido salvo pela personagem de Kate Beckinsale. Em 2003, ele apareceu na adaptação dos quadrinhos para o cinema de Demolidor - O Homem sem Medo. Ele também teve uma participação especial no filme O Resgate do Soldado Ryan, como o piloto traumatizado de um planador.
Orser também apareceu em várias partes da franquia Star Trek, entre eles participa atuando como o Changeling que se passa pelo Coronel Romulano Lovok em Star Trek: Deep Space Nine nos episódios A sorte está lançada e Santuário desempenhando um papel pouco comum como um membro da raça Skrreean. Ele também desempenhou o papel de um holograma homicida em Star Trek: Voyager no episódio Revulsion. E, finalmente, na mais recente série da franquia Enterprise, ele atuou no episódio Carpenter Street.
De 2004 a 2009, ele desempenhou o papel do Chefe de Cirurgia Dr. Lucien Dubenko, na série de TV ER.

## Vida pessoal
Orser se casou com a atriz irlandesa Roma Downey em 1987; eles se divorciaram em 1989. Em 2000, casou-se com a atriz Jeanne Tripplehorn; eles têm um filho, August Tripplehorn Orser, nascido em 2002.

## Filmografia
| Ano         | Título                     | Papel                         | Notas                                             |
| ----------- | -------------------------- | ----------------------------- | ------------------------------------------------- |
| 1991        | The Golden Girls           | Waiter                        | "The Case of the Libertine Belle"                 |
| 1993        | Cover Story                | Julian                        |                                                   |
| 1993        | Star Trek: Deep Space Nine | Gai                           |                                                   |
| 1994        | The X-Files                | Jason Ludwig                  |                                                   |
| 1995        | Ned & Stacey               | Phil                          |                                                   |
| 1995        | Baby Face Nelson           | Benny Bakst                   |                                                   |
| 1995        | Dead Badge                 | Pellman                       |                                                   |
| 1995        | Phoenix                    | Doctor Riley                  |                                                   |
| 1995        | Girl in the Cadillac       | Used car salesman             |                                                   |
| 1995        | Se7en                      | Crazed Man in Massage Parlour |                                                   |
| 1995        | Star Trek: Deep Space Nine | Colonel Lovok/Changeling      |                                                   |
| 1996        | Invader                    | Michael Perkett, NASA         |                                                   |
| 1996        | Escape from L.A.           | Test Tube                     |                                                   |
| 1996        | Independence Day           | Tech / Medical Assistant #1   |                                                   |
| 1996        | Red Ribbon Blues           | James                         |                                                   |
| 1997        | Excess Baggage             | Detective Barnaby             |                                                   |
| 1997        | Alien Resurrection         | Larry Purvis                  |                                                   |
| 1997        | Star Trek: Voyager         | Dejaren                       |                                                   |
| 1998        | Very Bad Things            | Charles Moore                 |                                                   |
| 1998        | O Resgate do Soldado Ryan  | Lieutenant DeWindt            |                                                   |
| 1998-2000   | The Pretender              | Argyle                        | 3 episódios: "Amnesia", "Unsinkable", "Cold Dick" |
| 1999        | Resurrection               | Det. Andrew Hollinsworth      |                                                   |
| 1999        | O Colecionador de Ossos    | Richard Thompson              |                                                   |
| 2000        | Rebel Yell                 | Billy Idol                    |                                                   |
| 2001        | Pearl Harbor               | Major Jackson                 |                                                   |
| 2003        | Daredevil                  | Wesley Owen Welch             |                                                   |
| 2003        | Confidence                 | Lionel Dolby                  |                                                   |
| 2003        | Runaway Jury               | Lamb                          |                                                   |
| 2003        | Star Trek: Enterprise      | Loomis                        |                                                   |
| 2004        | Twisted                    | Edmund Cutler                 |                                                   |
| 2004 - 2009 | ER                         | Dr. Lucien Dubenko            | 61 episódios                                      |
| 2006        | The Good German            | Bernie                        |                                                   |
| 2008        | Busca Implacável           | Sam                           |                                                   |
| 2009        | 24                         | Martin Collier                |                                                   |
| 2009        | Give 'Em Hell, Malone      | Murphy                        |                                                   |
| 2010        | Morning                    | Mark                          | Também como diretor                               |
| 2012        | Busca Implacável 2         | Sam                           |                                                   |
| 2013        | Touch                      | Dr. Linus                     |                                                   |
| 2013        | Revolution                 | John Sanborn                  |                                                   |
| 2015        | Busca Implacável 3         | Sam                           |                                                   |